# Щукин, Валерий Анатольевич
Валерий Анатольевич Щукин (1939 — 2009) — советский военный деятель, начальник КВОКУ, генерал-майор, доцент.

## Биография
Родился в семье рабочих. В 1958 окончил Разинскую среднюю школу и поступил в Московское высшее общевойсковое командное училище имени Верховного совета РСФСР, которое окончил в 1962, военную присягу принял 23 ноября 1958. После окончания училища был направлен для прохождения службы в ГСВГ. В период с 28 июля 1962 по 19 января 1968 находился в должности командира стрелкового взвода 288-го гвардейского мотострелкового полка 94-й гвардейской мотострелковой дивизии 3-й армии. Затем до 30 августа 1969 командир роты БРДМ 182-го отдельного разведывательного батальона 267-й мотострелковой дивизии Московского военного округа. С 30 августа 1969 слушатель разведывательного факультета Военной академии имени М. В. Фрунзе, которую закончил в 1972. После окончания академии назначен начальником разведки 60-й мотострелковой дивизии Закавказского военного округа до 14 ноября 1975, после чего назначен на должность командира 342-го мотострелкового полка 75-й мотострелковой дивизии этого военного округа. С 9 февраля 1978 начальник штаба и заместитель командира этой дивизии. 11 сентября 1979 назначен командиром 3-й гвардейской мотострелковой дивизии Прибалтийского военного округа. С 29 апреля 1984 до 11 июня 1987 военный советник командира армейского корпуса Вооружённых сил Сирийской Арабской Республики, старший группы советников в корпусе. С 5 августа 1987 до закрытия 25 августа 1992 находился на должности начальника Киевского высшего общевойскового командного дважды Краснознамённого училища имени М. В. Фрунзе. 20 февраля 1993 уволен с действительной военной службы в отставку по болезни. После увольнения из армии работал доцентом на одной из кафедр Национальной академии обороны Украины.

### Звания
- майор;
- подполковник;[2]
- полковник;[3]
- генерал-майор.[4]

### Награды
- орден «За службу Родине в Вооружённых Силах СССР» III степени;
- орден «За службу Родине в Вооружённых Силах СССР» II степени;
- медали.